# حسن ماجيدوف
حسن آغا (حسن) علي أوغلي ماجيدوف (12 ديسمبر 1914، باكو – 11 يناير 1978، باكو) هو مهندس معماري أذربيجاني، رئيس لجنة الدولة للبناء والعمارة لجمهورية أذربيجان الاشتراكية السوفيتية (1959–1960)، والمهندس المعماري المكرم لجمهورية أذربيجان الاشتراكية السوفيتية (1960).

## حياته
وُلد حسن ماجدوف عام 1914 في باكو في عائلة فنان. بعد إكمال تعليمه الثانوي، التحق بمعهد أذربيجان للصناعة، وتخرج من كلية العمارة والبناء عام 1937. خلال سنوات دراسته، عمل كفني في معهد "أذردولتلايحه" (معهد باكو الحكومي للتصميم)، وبعد تخرجه من المدرسة الثانوية عمل مهندساً معمارياً في هذا المعهد.
خلال سنوات الحرب الوطنية العظمى، انضم حسن ماجيدوف إلى صفوف الجيش السوفيتي وشارك في المعارك حيث أصيب، وتم تسريحه من الجيش عام 1946. بعد ذلك، استأنف نشاطه الإبداعي وقام بتصميم العديد من المباني السكنية والعامة. كما شغل لفترة منصب المهندس الرئيسي في مكتب التصميم، وفي فبراير 1948 تم تعيينه مديرًا لورشة العمارة رقم 2 في معهد "أذردولتلايحه". منذ عام 1954، أصبح أستاذًا مساعدًا في قسم تصميم العمارة بمعهد البوليتكنيك الأذربيجاني.
كان حسن ماجيدوف عضوًا في هيئة رئاسة اتحاد المعماريين الأذربيجانيين، ورُشح لعضوية لجنة حزب أذربيجان في مؤتمري الحزب الثلاثين والحادي والثلاثين لمدينة باكو.
بناءً على مشروع حسن ماجيدوف، تم في عام 1960 تشييد مركز المتحف الحالي بمناسبة الذكرى التسعين لميلاد فلاديمير لينين، وتم تشغيله كفرع لمتحف لينين في موسكو عام 1961.
كما كان ماجيدوف مهندسًا لعدد من المشاريع الأخرى في أذربيجان، منها مطار باكو في بينا، فندق "باكو"، مبنى المسرح الموسيقي الدرامي في نخجوان (1964)، قصر الثقافة باسم "دزيرجينسكي" (1948، والذي يعمل حاليًا كبيت ثقافة لجهاز الأمن الوطني)، ومبنى محطة مترو مشهدي عزيزبيوف (الذي يعمل حاليًا كمبنى محطة مترو كوروغلو). بالإضافة إلى ذلك، كان المهندس المعماري لعدد كبير من المباني السكنية، ودور السينما، والأندية، وأنواع أخرى من المباني.
توفي حسن ماجيدوف في 11 يناير 1978 في باكو.

## الجوائز والتكريمات
- ميدالية الانتصار على ألمانيا في الحرب الوطنية العظمى 1941-1945
- وسام شارة الشرف
- وسام "من أجل الشجاعة" (الاتحاد السوفيتي)
- وسام "من أجل الدفاع عن القوقاز"